# Lepidacarus ennarpi
Lepidacarus ennarpi är en kvalsterart som beskrevs av Haq och K. Ramani 1997. Lepidacarus ennarpi ingår i släktet Lepidacarus och familjen Lohmanniidae. Inga underarter finns listade i Catalogue of Life.